# Макеево (Макеевское сельское поселение)
Макеево — деревня в Клепиковском районе Рязанской области. Входит в состав Екшурского сельского поселения.

## География
Находится в северной части Рязанской области на расстоянии приблизительно 1 км на юг по прямой от районного центра города Спас-Клепики на правом берегу реки Пра.

## История
На карте 1850 года показана как поселение с 46 дворами. В 1859 году здесь (тогда деревня Рязанского уезда Рязанской губернии) было учтено 42 двора, в 1897 — 99.

## Население
Численность населения: 320 человек (1859 год), 744 (1897), 225 в 2002 году (русские 99 %), 219 в 2010.